# Station Kiaracondong
Station Kiaracondong  is, na Station Bandung, het grootste spoorwegstation in Bandung. Het station ligt in de wijk Kiaracondong, aan de oostkant van de hoofdstad van West-Java.

## Bestemmingen
Intercity treinen:
- Kahuripan  naar Station Kediri
- Kutojaya Selatan  naar Station Kutoarjo
- Lodaya  naar Station Solo Balapan
- Mutiara Selatan  naar Station Surabaya Gubeng
- Pasundan  naar Station Surabaya Gubeng
- Serayu  naar Station Purwokerto
- Serayu  naar Station Pasar Senen

Forensen treinen:
- Lokal Bandung Raya  naar Station Padalarang en Station Cicalengka
- Simandra  naar Station Purwakarta en Station Cibatu